# Arenaria minutissima
Arenaria minutissima là loài thực vật có hoa thuộc họ Cẩm chướng. Loài này được Rech.f. & Esfand. mô tả khoa học đầu tiên năm 1951.